# Stephen Neal
Stephen Matthew Neal (* 9. Oktober 1976 in San Diego, Kalifornien) ist ein ehemaliger US-amerikanischer Ringer und American-Football-Spieler der National Football League (NFL). Er war 1999 Weltmeister im Freistilringen im Schwergewicht. Mit den New England Patriots gewann der Guard dreimal den Super Bowl.

## Jugend
Stephen Neal besuchte die San Diego Senior High School und betätigte sich dort in den Sportarten Schwimmen, Tennis, Ringen, American Football und Leichtathletik. Nach einiger Zeit konzentrierte er sich aber auf das Ringen, weil er aufgrund seiner körperlichen Voraussetzungen dazu am besten geeignet schien. 1989 begann er bei Trainer Deryl Pope mit einem gezielten Ringertraining. Er rang dabei zu Beginn seiner Karriere in beiden Stilarten, freier Stil und griechisch-römischer Stil.
1995 wurde er im freien Stil erstmals US-amerikanischer Juniorenmeister im Schwergewicht (damals bis 100 kg Körpergewicht). 1996 gewann er diesen Titel in beiden Stilarten. Ab 1996 besuchte er die California State University, Bakersfield in Bakersfield, Kalifornien und belegte in diesem Jahr bei den NCAA-Meisterschaften im freien Stil im Superschwergewicht (Klasse bis 130 kg Körpergewicht) den 4. Platz.

## Ringen
Im Jahre 1995 begann auch die internationale Ringerkarriere von Stephen Neal. Er gewann in diesem Jahr den Titel bei den Pacific Ocean Games in Cali, Kolumbien im freien Stil im Superschwergewicht vor Musthaq Abdullah aus Australien und Arnulfo Hernandes Gonzalez, Kolumbien.
In den folgenden drei Jahren war er bei den NCAA-Meisterschaften sehr erfolgreich. 1997 musste er sich im Schwergewicht noch hinter Kerry McCoy mit dem 2. Platz begnügen. 1998 und 1999 wurde er aber NCAA-Meister im Schwergewicht. 1998 vor Trent Hynek und 1999 vor Brock Lesnar. 1999 wurde er auch US-Meister im Schwergewicht vor Kerry McCoy und Tolly Thompson. Außerdem gewann er in diesem Jahr die WM-Ausscheidung (Trials) vor Kerry McCoy.
Auf der internationalen Ringermatte musste er zunächst bei der Studenten-Weltmeisterschaft 1998 in Ankara noch Lehrgeld bezahlen, denn er kam im Schwergewicht nur auf den 5. Platz. Wesentlich besser schnitt er aber ein Jahr später bei den Panamerikanischen Spielen 1999 in Winnipeg ab, denn er besiegte dort im freien Stil im Endkampf den Kubaner Alexis Rodríguez Valera und wurde damit panamerikanischer Meister. Zum Höhepunkt seiner Ringerlaufbahn wurde dann die Weltmeisterschaft 1999 im freien Stil in Ankara. Er besiegte dort im Schwergewicht Frans van den Heever aus Südafrika, Anastasios Simeonidis aus Griechenland, Aydın Polatçı aus der Türkei, Redschab Aschchubalijew aus Aserbaidschan und im Finale den Russen Andrei Schumilin, den er knapp mit 4:3 technischen Punkten schlug.
Im Jahre 2000 kam Stephen Neal sowohl bei der US-amerikanischen Meisterschaft als auch bei der US-Olympiaausscheidung hinter Kerry McCoy auf den 2. Platz. Er verpasste damit die Teilnahme an den Olympischen Spielen in Sydney.

## American Football
Inzwischen war man in der National Football League (NFL) auf ihn aufmerksam geworden, wo er bei den New England Patriots 2001 einen Profivertrag als American-Football-Spieler erhielt. Neal spielte in der Offensive Line als Guard.
Er gewann mit den New England Patriots dreimal den Super Bowl. In seiner Rookie-Saison 2001 gewannen die Patriots den Super Bowl XXXVI mit 20:17 gegen die St. Louis Rams. Hier kam Neal noch nicht zum Einsatz, gehörte aber zum Kader.
In der Saison 2002 machte Neal sein erstes Spiel für die Patriots. Nach einer Schulterverletzung im Oktober musste er sowohl den Rest der Saison, als auch die komplette Saison 2003 pausieren. Dadurch kam er auch im Super Bowl XXXVIII gegen die Carolina Panthers (32:29-Sieg der Patriots) nicht zum Einsatz.
In der Saison 2004 spielte er dann in 14 Spielen von Beginn an und kam nach der Saison im Super Bowl XXXIX bei seinem dritten Super-Bowl-Sieg zum ersten Mal zum Einsatz. Die Patriots schlugen die Philadelphia Eagles mit 24:21.
Neal spielte noch sechs weitere Jahre in der NFL und verlor mit den Patriots den Super Bowl XLII nach der Saison 2007 mit 14:17 gegen die New York Giants, bevor er – nach einer erneuten schweren Schulterverletzung – nach der Saison 2010 seine Karriere beendete.

## Internationale Erfolge im Ringen
| Jahr | Platz | Wettbewerb                             | Gewichtsklasse | |
| 1995 | 1.    | Pacific Ocean Games in Cali, Kolumbien | Schwer         | vor Mushtaq Abdullah, Australien, und Arnolfo Hernandez Gonzalez, Kolumbien |
| 1998 | 5.    | Universitäten-WM in Ankara             | Schwer         | hinter Aljaksej Mjadswedseu, Belarus, Zekeriya Güçlü, Türkei, Oleg Tschorpjakow, Russland, und Ebrahim Mehrabi, Iran                                                                |
| 1999 | 1.    | Panamerikanische Spiele in Winnipeg    | Schwer         | vor Alexis Rodríguez Valera, Kuba, und Wayne Weathers, Kanada |
| 1999 | 1.    | WM in Ankara                           | Schwer         | mit Siegen über Frans van den Heever, Südafrika, Anastasios Simeonidis, Griechenland, Aydın Polatçı, Türkei, Redschab Aschchabalijew, Aserbaidschan, und Andrei Schumilin, Russland |
| 2000 | 1.    | Sunkist-Kids-Open in Phoenix (Arizona) | Schwer         | vor Billy Blunt und Tim Courtad, bde. USA |
| 2001 | 4.    | "Takhty"-Cup in Teheran                | Schwer         | mit Siegen über Maesoumi, Abbas Jadidi und Nuorzane, alle Iran u. Govier, Türkei, und einer Niederlage gegen Ebrahim Mehrabi                                                        |

Anm.: alle Wettbewerbe im freien Stil, Schwergewicht bis 1996 bis 100 kg KG, ab 1997 bis 130 kg KG. Bis 1996 existierten 10 Gewichtsklassen. Aus diesem Grunde gab es bis dahin ein Schwergewicht (bis 100 kg KG) und ein Superschwergewicht, das zuerst ein unbegrenztes Gewichtslimit hatte und dann ein Limit von 130 kg erhielt. Ab 1997 fielen wegen des Einführens des Frauenringens bei den Männern zwei Gewichtsklassen weg. Aus diesem Grunde benötigte man die Bezeichnung Superschwergewicht nicht mehr. Es gab ein Halbschwergewicht, das bis 97 kg KG ging und darüber ein Schwergewicht, bis 130 kg KG.

## Nationale Erfolge im Ringen
| Jahr | Platz | Wettbewerb             | Stil | Gewichtsklasse |                                                     |
| 1995 | 1.    | USA-Jun.-Meisterschaft | F    | Schwer         |                                                     |
| 1996 | 1.    | USA-Jun.-Meisterschaft | F    | Schwer         |                                                     |
| 1996 | 1.    | USA-Jun.-Meisterschaft | GR   | Schwer         |                                                     |
| 1996 | 4.    | NCAA-Championships     | F    | Superschwer    | hinter Jeff Walter, Justin Harty und Tolly Thompson |
| 1997 | 1.    | Kaliforn. Meistersch.  | F    | Schwer         | vor Dave Sheeler und Wayne Thomas                   |
| 1997 | 1.    | Kaliforn. Meistersch.  | GR   | Schwer         | vor Wayne Thomas und Michael Ranell                 |
| 1997 | 2.    | NCAA-Championships     | F    | Schwer         | hinter Kerry McCoy, vor Tolly Thompson              |
| 1998 | 1.    | NCAA-Championships     | F    | Schwer         | vor Trent Hynek und Shelton Benjamin                |
| 1999 | 1.    | NCAA-Championships     | F    | Schwer         | vor Brock Lesnar, Karl Roesler und Matt Orndorff    |
| 1999 | 1.    | USA-Meisterschaft      | F    | Schwer         | vor Kerry McCoy, Tolly Thompson und Tom Eriksson    |
| 1999 | 1.    | WM-Trials              | F    | Schwer         | vor Kerry McCoy                                     |
| 2000 | 2.    | USA-Meisterschaft      | F    | Schwer         | hinter Kerry McCoy, vor Tolly Tompson               |
| 2000 | 2.    | Olympia-Trials         | F    | Schwer         | hinter Kerry McCoy                                  |
| 2001 | 2.    | WM-Trials              | F    | Schwer         | hinter Kerry McCoy                                  |